# Fabrice Ehret
Fabrice Ehret (* 28. September 1979 in Lugano, Ticino, Schweiz) ist ein ehemaliger französischer Fußballspieler. Er spielte als Linksfüßer vor allem auf der Position des linken Mittelfeldspielers.

## Biographie

### Verein
Ehret wurde in Lugano geboren und wuchs im Elsass auf. Im Alter von sechs Jahren begann er beim FC Petit-Landau mit dem Fußballspielen und ging dann in die Jugend des FC Mulhouse. Dort erhielt er 1997 im Alter von 18 Jahren einen Profivertrag und spielte zunächst in der zweiten französischen Liga. Ein Jahr später wechselte er zum Erstligisten Racing Straßburg, für den er sechs Jahre spielte, davon fünf in der Ligue 1. Mit Racing gewann er 2001 den französischen Pokal. Dadurch spielte er mit dem elsässischen Verein 2001/02 auch im UEFA-Cup. In der gleichen Saison spielte man in der zweiten Liga und stieg zum Ende der Saison wieder auf.
Zur Saison 2004/05 ging Ehret zum RSC Anderlecht. Er absolvierte dort seine einzigen drei Einsätze in der UEFA Champions League. Im Januar 2006 wechselte er in die Schweizer Super League zum FC Aarau und zur Saison 2006/07 zum 1. FC Köln, der zuvor aus der Fußball-Bundesliga abgestiegen war. Mit der Mannschaft stieg er 2008 in die Bundesliga auf; insgesamt spielte er bis 2011 in über 130 Pflichtspielen für die Kölner.
Im Juni 2011 wurde Ehret vom französischen Ligue-1-Aufsteiger FC Évian Thonon Gaillard ablösefrei verpflichtet. Ab Sommer 2014 spielte er beim französischen Zweitligisten AS Nancy. Verletzungsbedingt bestritt er lediglich ein Ligaspiel. Im Sommer 2015 lief sein Vertrag aus.

### Nationalmannschaft
Ehret spielte zehnmal für die französische U-21-Nationalmannschaft.